# 联合收割机

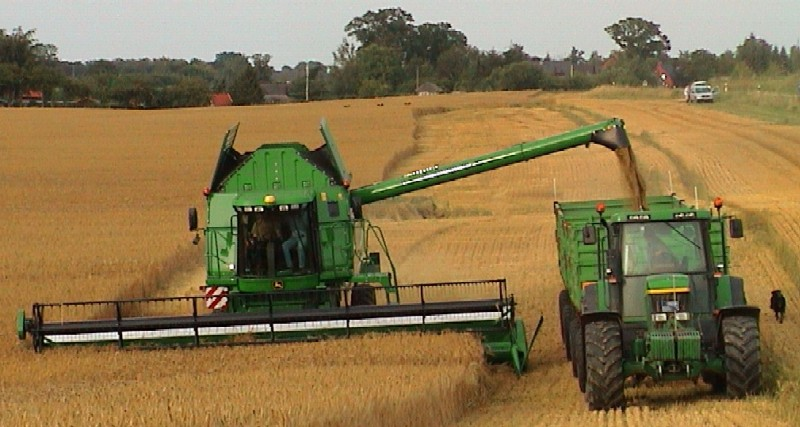
John Deere 9880 STS 联合收割机正在收割大麦

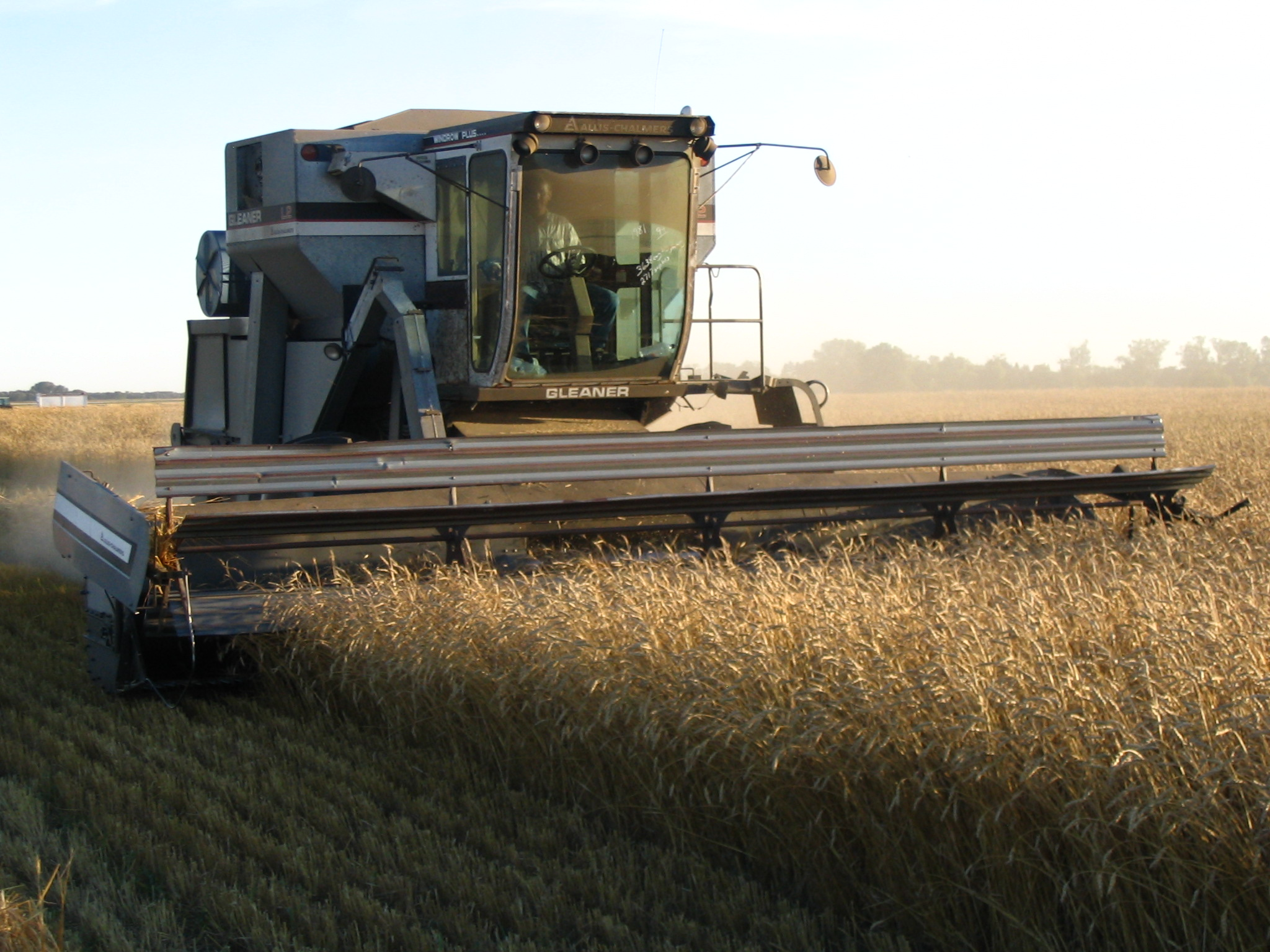
阿里斯查尔默斯收割机作业现场

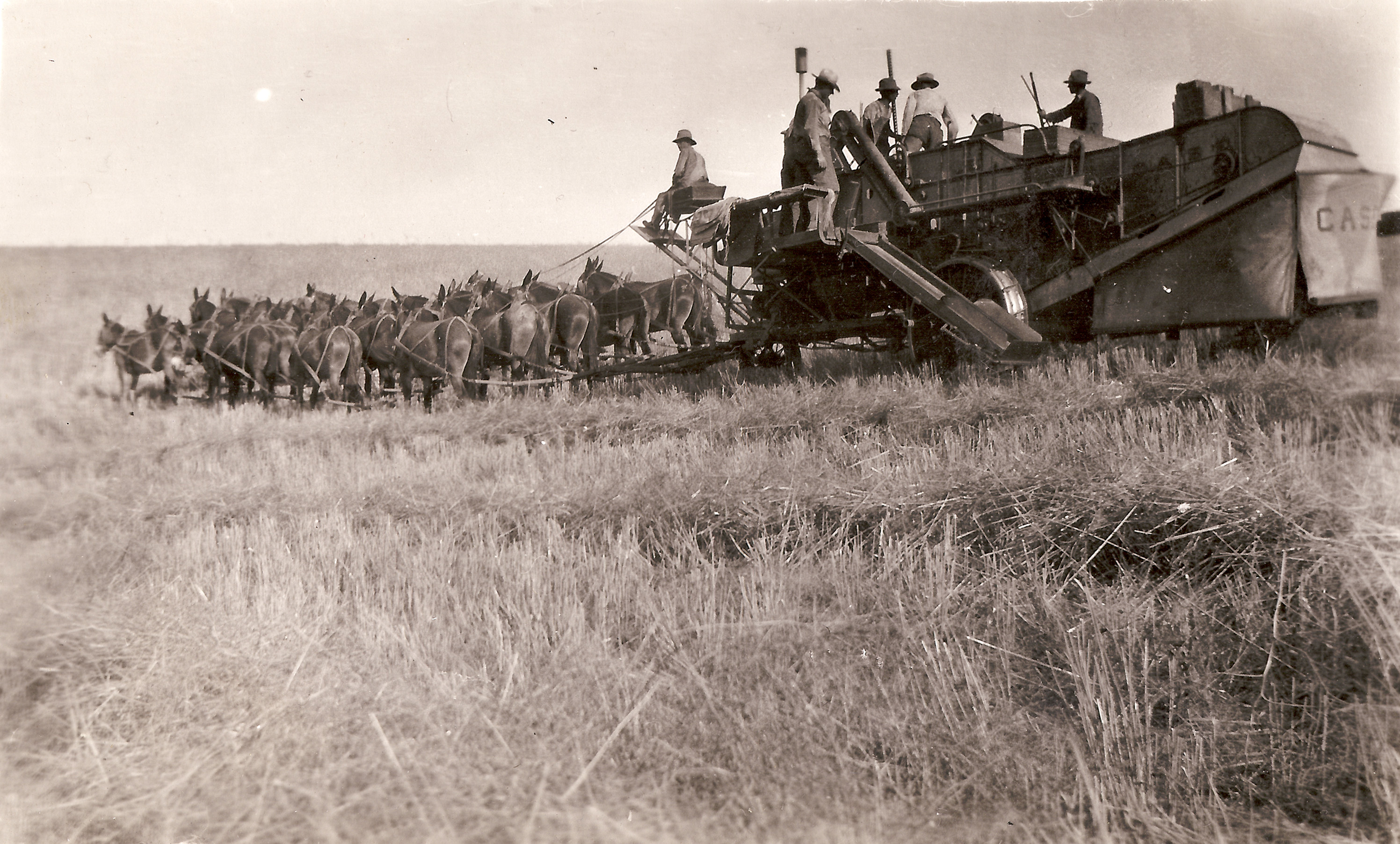
1912年由20头骡子驱动的联合收割机

联合收割机（英文：Combine harvester，简称：Combine，音译“康拜因”）为能够实现农作物收割、脱粒，并完成籽粒与颖糠、碎屑、茎秆和其他杂物分离的大型农业机械。大型联合收割机还能进行作物籽粒清选、干燥和包装加工。按照行走系统划分，联合收割机分为轮式和履带式二种，根据方向操纵系统划分，分为方向盘式和操纵杆式二种。
联合收割机的前身贝尔收割机（Bell's reaper）在1826年在苏格兰由帕特里克·贝尔（Patrick Bell）发明，1835年美国人Hiram Moore发明联合收割机并注册专利。早期机械需大量马匹或其他牲畜驱动。1911年，自走联合收割机出现。二战结束后，由拖拉机驱动的联合收割机开始流行起来。目前所有发达国家农业均广泛使用联合收割机。

常规联合收割机工作示意图

| 1) 拨禾轮 2) 收割台 3) 搅龙 4) 谷粒传送带 5) 石块阱 6) 脱粒滚筒 7) 脱粒凹版 8) 逐稿器 9) 谷粒盘 10) 鼓风机 | 11) 可调节顶筛面 12) 底筛面 13) 穗子传送带 14) 穗子再脱粒 15) 谷粒螺旋钻 16) 谷仓 17) 铡草刀 18) 驾驶室 19) 发动机 20) 卸粮器 21) 叶轮 |